# Guido Anzile
Guido Anzile, né le 26 septembre 1928 à Pocenia (Frioul-Vénétie Julienne) et mort le 4 mars 2022 à Metz (Moselle),, est un coureur cycliste italien des années 1950, naturalisé français le 15 octobre 1954.

## Biographie
Guido Anzile est le frère d'Ugo Anzile et le neveu de Gino et Giuseppe Sciardis également coureurs cyclistes.

## Palmarès
Plus de 100 victoires dont :
- 1950
  - 1re étape du Tour de Lorraine
- 1951
  - Nancy-Strasbourg
  - Critérium de Jœuf (devant Fausto Coppi)
- 1952
  - Épinal-Vesoul-Épinal :
    - Classement général
    - 2e étape
- 1954
  - 3e de Luxembourg-Nancy
  - 3e du Circuit des Ardennes
- 1955
  - 3e de Gênes-Nice
- 1956
  - 3e étape du Circuit des Mines[4]
- 1958
  - Champion de Lorraine indépendants
  - 2e du Circuit des Mines
  - 2e du Circuit des Ardennes
- 1961
  - 3e du Grand Prix de Nogent-sur-Oise
- 1962
  - Circuit des Mines[5] :
    - Classement général
    - 1reb et 3e étapes

  - Nancy-Strasbourg
  - 2e du championnat de Lorraine indépendants
- 1983
  - Coupe d'Europe des vétérans
- 1988
  - Coupe d'Europe des vétérans